# Обсада на Дръстър (1279)
Обсадата на Дръстър е военно действие, предприето от татарски и византийски войски с цел залавянето на Ивайло и превземането на крепостта, завършило с неуспех.
След като се справил с византийците, Ивайло заедно с войската си се насочила на север, тъй като татарите изпратили военни отряди против него. Ивайло не разполага с достатъчни сили и решава да се укрепи в Силистренската крепост, където е обсаден в продължение на 3 месеца. От сведенията на византийския поет Мануил Фил е известно, че Ивайло е обсаден в Дръстър, което показва, че в определен момент византийският главнокомандващ Михаил Глава Тарханиот се присъединява към силите на Ногай. Според византийския историк Георги Пахимер: 
| „ | Той (Ивайло) не можеше да избегне не променливата съдба, на която надменно приписваше всичко, и затова бе известено, че е бил победен от тохарците (татарите)... | “ |

Византийците се възползват от ситуацията и влизат в Търново и поставят Иван Асен III за цар на България. Две години по-късно Ивайло успява да отблъсне татаро-ромейските сили и заедно с войската си се насочва към Търново и го подлага на обсада. В отговор на действията на селския цар Михаил VIII Палеолог изпраща отряд от 10 000 души ръководени от пълководеца Мурин, но край Девина войската е разбита.